# Албурнет
Албурнет (енгл. Alburnett) град је у америчкој савезној држави Ајова. По попису становништва из 2010. у њему је живело 673 становника.

## Демографија
Према попису становништва из 2010. у граду је живело 673 становника, што је 114 (20,4%) становника више него 2000. године.
| Група             | 2000.       | 2010.       |
| Белци             | 554 (99,1%) | 655 (97,3%) |
| Афроамериканци    | 0 (0,0%)    | 0 (0,0%)    |
| Азијати           | 0 (0,0%)    | 0 (0,0%)    |
| Хиспаноамериканци | 1 (0,2%)    | 8 (1,2%)    |
| Укупно            | 559         | 673         |